# LinQ
LinQ（日语：リンク）是一個以福岡市為活動據點的日本女子偶像團體，於2011年4月時由33名成員組成，屬於地方偶像團體（Local idol group）類型。創立與經營LinQ的是專營福岡當地藝人與偶像經紀業務的Job Net（ジョブネット），團名LinQ是「Love in 九州」變體之後的新造縮寫（字母「Q」取自九州的日文發音Kyushu之諧音），成員也大多來自福岡當地或鄰近的九州各縣。

## 簡介
以福岡天神倍適得電器（BEST電器）福岡本店11樓的倍適得表演廳（ベストホール）為主要公演據點，但也不定期在東京進行活動的LinQ除了舞台公演、出席活動或電視節目等日本偶像常見的活動管道外，也有推出單曲與專輯等唱片作品。其早期的五張單曲是由專營偶像唱片的調色盤唱片（T-Palette Records）代理發行，屬獨立發行類別。但自第六張單曲《下課鐘結束後》開始改由大型唱片商日本華納音樂發行，除了晉升主流音樂範疇之外，也拿下了該團體最佳的Oricon公信榜週榜第三、日榜第二名成績紀錄。
由於成員人數眾多，為配合活動需要LinQ又可進一步劃分為由已成年團員組成的次團體LinQ Lady，與主要由高中生以下較年輕成員組成的LinQ Qty（Qty是可愛（cutey）的諧音），唯一一位例外是第二代隊長天野夏（天野なつ），同時是Lady與Qty兩組的成員。

## 外部連結
- LinQ 公式サイト
- LinQ オフィシャル的X（前Twitter）
- LinQ オフィシャル的Facebook專頁
- YouTube上的LinQ オフィシャルYouTube頻道

LinQ成员
- 吉川千愛(LinQ)的X（前Twitter）
- 髙木悠未(LinQ)的X（前Twitter）
- 新木さくら(LinQ)的X（前Twitter）
- 海月らな(LinQ)的X（前Twitter）
- 涼本理央那(LinQ)的X（前Twitter）
- 金子みゆ(LinQ)的X（前Twitter）
- 黒田れい(LinQ)的X（前Twitter）账户 （页面存档备份，存于）
- 有村南海( LinQ)的X（前Twitter）账户 （页面存档备份，存于）
- 大空莉子(LinQ) 的X（前Twitter）账户 （页面存档备份，存于）
- 華山あかり(LinQ)的X（前Twitter）账户
- 海月らな(LinQ)的X（前Twitter）账户 （页面存档备份，存于）
- 森斗咲羽(LinQ)的X（前Twitter）账户
- LinQマネージャー的X（前Twitter）